# San Luis (Argentina)
|  | Per a altres significats, vegeu «província de San Luis». |

San Luis és la capital de la província de San Luis a la regió de Cuyo a l'Argentina. També és la seu del Departament de Juan Martín de Pueyrredón. Els punts d'interès de la ciutat inclouen el Parc de les Nacions, la catedral neoclàssica, diversos museus, com ara el Museu Provincial Dora Ochoa De Masramón, i exemples d'arquitectura colonial. També hi ha diversos monuments en honor a la Guerra de la Independència de l'Argentina. El parc de la Independència inclou un monument eqüestre al general José de San Martín, alliberador de l'Argentina, Xile i el Perú. La propera plaça Pringles honora el coronel Juan Pascual Pringles, un dels principals ajudants de San Martín i, breument, governador de la província de San Luis.
També és popular pescar a l'embassament Potrero de los Funes i en altres llocs. El Parc Nacional de la Sierra de las Quijadas es troba 122 km (76 mi) de la ciutat.